# StarCraft (sê-ri trò chơi)
StarCraft là một dòng game khoa học viễn tưởng quân sự do Chris Metzen và James Phinney tạo ra và thuộc quyền sở hữu của hãng Blizzard Entertainment. Dòng game này tập trung vào một cuộc tranh giành sự thống trị thiên hà giữa ba chủng tộc—người Terran dễ tùy cơ ứng biến và di động, bầy côn trùng Zerg và phe phái bí ẩn Protoss—tại một phần xa xôi của dãy Ngân Hà được biết đến với tên gọi Koprulu Sector vào đầu thế kỷ 26. Dòng game được ra mắt với phiên bản đầu tiên StarCraft vào năm 1998. Kể từ đó sê-ri đã phát triển lên tới một số phiên bản khác nhau cũng như tám cuốn tiểu thuyết chuyển thể, hai bài báo Amazing Stories, một board game và những sản phẩm được cấp phép khác như bộ sưu tập figure và đồ chơi ăn theo.
Blizzard Entertainment đã bắt đầu lên kế hoạch dành cho StarCraft vào năm 1995, với một đội ngũ phát triển dưới trướng Metzen và Phinney. Trò chơi ra mắt lần đầu tiên tại E3 1996, và sử dụng game engine Warcraft II được tùy chỉnh. StarCraft cũng đánh dấu sự sáng tạo của bộ phận làm phim của Blizzard Entertainment; trò chơi giới thiệu những đoạn phim chất lượng cao tích hợp vào cốt truyện của dòng game. Hầu hết nhóm phát triển ban đầu cho StarCraft đều trở lại bắt tay vào thực hiện bản mở rộng chính thức tiếp theo với tên gọi Brood War; quá trình phát triển của trò chơi bắt đầu ngay sau khi StarCraft được phát hành. Năm 2001, StarCraft: Ghost bắt đầu phát triển dưới quyền Nihilistic Software. Không giống như các bản chiến lược thời gian thực trước kia trong dòng game, Ghost lại là một game thuộc thể loại hành động lén lút. Sau ba năm phát triển, quá trình làm game đã bị hoãn lại vào năm 2004. Việc phát triển StarCraft II: Wings of Liberty đã bắt đầu vào năm 2003; trò chơi sau đó mới được công bố vào ngày 19 tháng 5 năm 2007 và được phát hành vào 27 tháng 7 năm 2010. Thương hiệu StarCraft II vẫn tiếp tục với bản mở rộng StarCraft II: Heart of the Swarm được phát hành vào ngày 12 tháng 3 năm 2013. Phần StarCraft II thứ ba theo như dự tính được mang tên StarCraft II: Legacy of the Void và hiện đang trong quá trình phát triển với ngày phát hành dự kiến là ngày 10 tháng 11 năm 2015.
Bản game gốc và bản mở rộng chính thức của nó đã được ca ngợi là một trong những game chiến lược thời gian thực chuẩn mực vào thời đó. Dòng game này đã giành được chỗ đứng vững chắc trên thế giới, đặc biệt là ở Hàn Quốc, nơi mà những người chơi và đội nhóm chuyên nghiệp tham gia vào các trận đấu, kiếm được tài trợ, và cạnh tranh trong các trận đấu được truyền hình trực tiếp. Đến ngày 31 tháng 5 năm 2007, StarCraft và Brood War đã bán được gần 10 triệu bản. Ngoài ra, dòng game còn được trao tặng một ngôi sao tại Walk of Game năm 2006, và giữ vị trí thứ tư trong Sách Kỷ lục Guinness trong Kỷ lục Guinness Thế giới Ấn bản Game thủ năm 2008.

## Cốt truyện
Câu chuyện của StarCraft tập trung vào các hoạt động của ba chủng tộc trong một phần của dải Ngân Hà được biết đến với tên gọi Koprulu Sector. Hơn một ngàn năm trước các sự kiện trong game, một giống loài bí ẩn được biết đến với tên gọi Xel'Naga đã biến đổi gen Protoss và sau nữa là Zerg nhằm cố gắng tạo ra những thực thể thuần khiết. Các thí nghiệm này đều đem lại kết quả trái với sự mong đợi và Xel'Naga phần lớn đều bị loài Zerg hủy diệt. Nhiều thế kỷ trước khi bắt đầu StarCraft vào năm 2499, chính phủ quốc tế theo đường lối cứng rắn của Trái Đất gọi là United Earth Directorate (UED), đứng ra tổ chức một chương trình thuộc địa như là một phần của giải pháp cho nạn nhân mãn. Tuy nhiên, bộ phận máy tính tự động hoá các tàu thuộc địa mắc phải sự cố, khiến cho thực dân Terran bị đẩy xa tới tận rìa không gian Protoss. Mất liên lạc với Trái Đất, họ tạo thành các phe phái khác nhau hòng duy trì lợi ích của riêng mình. Bị hấp dẫn trước hành vi và tâm lý của Terran, Protoss vẫn còn giấu mặt để khảo sát con người, trong khi bảo vệ họ khỏi các mối đe dọa khác vượt ngoài tầm hiểu biết của mình. Tuy nhiên, loài Zerg lại nhắm vào Terran nhằm đồng hóa và khai thác tiềm năng tâm linh gọi là psionic của họ, đã buộc Protoss phải ra tay tiêu diệt các thuộc địa Terran bị lây nhiễm có chứa hang ổ bầy Zerg.
StarCraft bắt đầu chỉ vài ngày sau những đợt tấn công đầu tiên này, chính phủ Terran chiếm được ưu thế trong khi Confederacy of Man lại rơi vào trạng thái hoảng loạn khi bị cả hai phe Zerg và Protoss tấn công cùng lúc, bên cạnh việc tăng cường hoạt động nổi dậy dưới sự lãnh đạo của Arcturus Mengsk nhằm lật đổ nền thống trị bạo ngược của Confederacy. Confederacy cuối cùng đã phải chịu thua trước phiến quân Mengsk khi họ sử dụng công nghệ Confederacy để dẫn dụ loài Zerg tấn công vào thủ đô Tarsonis của Confederacy. Chớp thời cơ khoảng trống quyền lực lúc ấy, Mengsk đã tự mình đăng quang làm hoàng đế của đế chế Terran Dominion vừa mới khai sinh. Tuy nhiên, trong lần tiến công thủ đô Tarsonis, Mengsk cho phép loài Zerg bắt sống và lây nhiễm viên chỉ huy thứ hai có năng lực tâm linh là Sarah Kerrigan. Sự phản bội này đã khiến đồng đội của Kerrigan là Jim Raynor phẫn nộ dẫn một đội quân nhỏ rời bỏ Mengsk. Khi đang rút lui cùng với Kerrigan đến chỗ hang ổ chính của chúng, Zerg bất thình lình bị lực lượng của Protoss dưới sự chỉ huy của Tassadar và dark templar Zeratul tấn công. Qua vụ ám sát một con cerebrates của Zerg, Zeratul vô tình để cho Overmind biết được vị trí quê hương loài Protoss là Aiur. Overmind nhanh chóng phát động một cuộc xâm lược nhằm đồng hóa người Protoss và đạt được sự hoàn thiện về mặt di truyền. Bị chính người dân của mình truy đuổi như một kẻ dị giáo vì đứng về phía dark templar, Tassadar cùng Zeratul quay trở lại Aiur và với sự trợ giúp của Raynor và templar Fenix, Tassadar đã tung ra một cuộc tấn công dữ dội vào Overmind và cuối cùng hy sinh thân mình để tiêu diệt loài sinh vật này.
Trong Brood War, phe Protoss giờ đang nằm dưới sự thống lĩnh của Zeratul và Artanis. Họ bắt đầu sơ tán cư dân còn sống sót của Aiur đến quê hương Shakuras của dark templar dưới một liên minh mỏng manh giữa hai nhánh Protoss đang nghi ngờ lẫn nhau. Tại Shakuras, họ bị Kerrigan lừa tấn công vào loài Zerg để cô ta có thời giờ lo củng cố quyền lực toàn thể cộng đồng loài Zerg. Trò gian trá này diễn ra sau khi cô ta tiết lộ rằng một Overmind mới đã bước vào thời ký ấp trứng. Trong khi đó, Trái Đất quyết định can thiệp vào khu vực này, gửi một hạm đội tới chinh phục Terran Dominion và bắt cho bằng được Overmind mới. Dù thành công khi chiếm được thủ đô Korhal của Dominion và nô dịch hóa Overmind, những nỗ lực của UED nhằm bắt giữ Mengsk đang bị cản trở bởi một điệp viên hai mang làm việc cho Kerrigan là Samir Duran. Kerrigan, liên minh với Mengsk, Fenix và Raynor, bèn phát động một chiến dịch chống lại UED, tái chiếm Korhal. Tuy nhiên, cô ta bổng nhiên trở mặt với đồng minh của mình, Fenix và Duke đều thiệt mạng trong các cuộc tấn công tiếp theo. Kerrigan sau đó đã hăm dọa Zeratul tiến vào giết Overmind mới, tạo điều kiện cho cô ta nắm toàn quyền kiểm soát toàn thể loài Zerg. Sau khi đánh bại một cuộc tấn công trả đũa của Protoss, Dominion và UED, góp phần vào việc phá hủy chiếc cuối cùng trong hạm đội UED, Kerrigan và bầy đàn Zerg của cô trở thành thế lực thống trị trong vùng.
Bốn năm sau đó, trong Wings of Liberty, Kerrigan và Zerg đột nhiên biến mất khỏi Koprulu Sector, cho phép phe Protoss một lần nữa lại đảm nhận vai trò thụ động trong thiên hà. Trong khi đó, Raynor tạo thành một tổ chức cách mạng mang tên Raiders để lật đổ ách thống trị của Mengsk. Tại Mar Sara, Raynor giải phóng người dân địa phương khỏi sự kiểm soát của Dominion và còn phát hiện ra một thành phần của một di vật bí ẩn từ chủng tộc Xel'Naga. Zerg đột ngột xuất hiện ồ ạt và tràn vào Mar Sara, buộc Raynor phải sắp xếp một cuộc di tản đến chiến hạm không gian Hyperion. Tổ chức kháng chiến Raiders tham gia vào một loạt phi vụ hòng làm suy yếu chế độ độc tài của Mengsk, ngăn chặn sự phá hoại liên tiếp của Zerg lên thế giới Terran, tập hợp các cá nhân có năng lực tâm linh mang lại lợi ích về quân sự, và tìm kiếm những mảnh còn sót lại của cổ vật Xel'Naga, mà họ bán cho Moebius Foundation đầy bí ẩn nhằm tài trợ cho cuộc cách mạng của họ. Ngay sau đó, Zeratul mang một viên tinh thể chứa năng lực tâm linh cho phép Raynor chia sẻ tầm nhìn liên quan đến một lời tiên tri đáng ngại về chủng loài pha trộn Zerg-Protoss và một bầy Zerg bị bắt làm nô lệ đã quét sạch Terrans và Protoss. Viễn cảnh này cho thấy rằng chỉ có Kerrigan mới đủ sức mạnh để ngăn chặn việc xóa sổ mọi sự sống trong khu vực và xa hơn nữa. Sau khi thu thập được nhiều mảnh cổ vật, Raiders kết thành đồng minh với Valerian Mengsk, con trai của Arcturus và cũng là ân nhân bí mật của họ từ Moebius Foundation. Sau khi thu hồi mảnh cổ vật cuối cùng, Valerian và Raynor bắt tay nhau kéo quân xâm nhập vào thế giới Char của Zerg và sử dụng cổ vật đó để khôi phục lại nhân tính cho Kerrigan, do đó làm suy yếu loài Zerg khiến phần lớn hạm đội Dominion bị tổn thất nặng. Tuy nhiên, một đặc vụ của Arcturus cố gắng đoạt lấy mạng sống của Kerrigan khiến cho Raynor phải đứng ra bảo vệ Kerrigan và đưa cô ấy đi cứu chữa vết thương.
Trong Heart of the Swarm, Dominion phát hiện ra nơi Raynor và Kerrigan đang ẩn náu bèn điều động lực lượng tới tấn công họ. Kerrigan kịp thời trốn thoát, nhưng bị tách rời khỏi Raynor và mới hay rằng anh ta đã bị bắt và bị hành hình, cô bèn quay trở lại lãnh thổ của loài Zerg đoạt lại quyền kiểm soát thuộc về mình và truyền lệnh tấn công Mengsk trả thù cho Raynor. Trong suốt cuộc hành trình, Kerrigan đã có một cuộc gặp gỡ với Zeratul và nhận được lời khuyên nên đi đến Zerus, quê hương ban đầu của loài Zerg, nơi cô không chỉ lấy lại được sức mạnh của mình với tên gọi Queen of Blades, nay trông mạnh mẽ hơn bao giờ hết, mà còn biết rằng một linh hồn của chủng tộc Xel'Naga tên là Amon chịu trách nhiệm khiến cho bầy Zerg trở thành một đàn thú hoang dại hiếu chiến, bị ràng buộc với ý chí tàn phá duy nhất. Sau khi đối đầu đạo quân những bầy tôi của Amon, bao gồm cả giống loài lai giữa Protoss-Zerg, Mengsk thông báo cho Kerrigan biết rằng Raynor vẫn còn sống và dùng anh ta làm con tin để ngăn chặn cô tấn công Dominion, địa điểm giam giữ Raynor được giữ bí mật, mãi đến khi cô gia nhập vào lực lượng với Hyperion thì mới xác định ra chỗ giam cầm Raynor và đến giải cứu anh ta. Tuy vậy, khi trông thấy Kerrigan bỏ đi nhân tính và trở lại hình thể của loài Zerg, Raynor bị sốc và rất tức giận, dù Kerrigan thú nhận rằng cô yêu anh và cho phép Raynor giết cô nhưng anh ta không thể làm vậy và nói rằng hai người đã xong việc với nhau. Kerrigan sau đó chuyển sự chú ý của cô tới Korhal và gửi quân mình triệt hạ Mengsk một lần và mãi mãi. Tuy nhiên, trong suốt cuộc quyết chiến giữa hai người, Mengsk sử dụng cổ vật làm bất động toàn thân cô, Raynor đã có mặt đúng lúc để cản trở Mengsk và đập tan chiếc điều khiển cổ vật trong tay hắn. Kerigan sau cùng mới kết liễu mạng sống của Arcturus Mengsk. Toàn bộ quyền hành của đế chế Dominion rơi vào tay Valerian, con trai của Mengsk, Kerrigan bèn chào tạm biệt Raynor và khởi hành cùng với bầy Zerg để đối đầu với đại quân của Amon.
Trong Legacy of the Void, Zeratul xâm nhập vào một khu căn cứ của Terran dưới sự kiểm soát của Amon để xác định chính xác địa điểm hồi sinh của hắn, nhân cơ hội lực lượng của Kerrigan và bầy Zerg đột kích vào đây. Sau khi nắm được vị trí xác thực, Zeratul khởi hành đến một ngôi đền cổ xưa của chủng tộc Xel'Naga và mơ thấy Tassadar xúi giục ông phải đòi lại cổ vật đang nằm trong tay phe Terran. Zeratul sau đó quay trở về cảnh báo Artanis về sự trở lại của Amon nhưng ông vẫn quyết định tiếp tục kế hoạch dẫn quân tới giành lại Aiur. Tuy nhiên, Amon đã thức tỉnh trên vùng đất Aiur và nắm quyền kiểm soát đa số chủng tộc Protoss qua Khala, mối liên kết thần giao cách cảm giúp hợp nhất tất cả những cảm xúc dành cho người Khalai của Protoss. Chỉ riêng Zeratul và Nerazim, Dark Templar là miễn nhiễm do họ thiếu mối dây liên kết với Khala, và Nerazim tiến đến giải cứu nhiều người Khalai bằng cách cắt đứt các dây thần kinh của họ dùng để kết nối với Khala, Zeratul đã hy sinh bản thân mình trong lúc cứu lấy tính mạng Artanis. Sau khi thoát khỏi hành tinh này bằng một chiến hạm cổ xưa mang tên Spear of Adun, Artanis đã đòi lại được cổ vật như Zeratul đề nghị và thu thập các đồng minh trong số nhiều bộ tộc Protoss rải rác khắp thiên hà nhằm gầy dựng lại quân đội của mình và tung ra một cuộc tấn công khác vào Aiur. Sử dụng quyền năng của Cổ vật, lực lượng của Artanis phải tìm mọi cách ngăn cản bản chất của Amon, tranh thủ thời gian để cho những người Khalai Protoss khác vẫn còn nằm dưới sự kiểm soát của hắn cắt đứt các dây thần kinh của họ và trục xuất Amon đến Void.
Trong một đoạn kết ngắn sau khi kết thúc Legacy of the Void, Kerrigan gọi cho Artanis và sự giúp đỡ của Raynor để đối đầu với Amon bên trong Void nhằm kết liễu số mệnh của hắn. Tình cờ, họ được gặp Ouros, người cuối cùng của chủng tộc Xel'Naga đã tiết lộ rằng cách tốt nhất để tiêu diệt Amon là Kerrigan phải kế thừa bản chất của cô và trở thành một người Xel'Naga, như chính Ouros là người cuối cùng sở hữu quyền năng này. Nhờ sự hỗ trợ của liên quân Zerg, Terran và Protoss, Kerrigan đã đánh bại Amon, trước khi biến mất không để lại tung tích nào. Hai năm sau đó, Kerrigan bất ngờ xuất hiện trước mặt Raynor trong hình dạng con người và cả hai cùng nhau tới một nơi nào đó sinh sống mà kể từ đấy chẳng còn ai nghe nói gì về họ nữa, trong khi các phe Zerg, Terran và Protoss bắt đầu gầy dựng lại nền văn minh của mình trong một thời đại hòa bình và thịnh vượng.

## Phiên bản
| Ngày phát hành       | Phiên bản                        |
| -------------------- | -------------------------------- |
| 31 tháng 3 năm 1998  | StarCraft                        |
| 31 tháng 7 năm 1998  | StarCraft: Insurrection          |
| 30 tháng 11 năm 1998 | StarCraft: Brood War             |
| 13 tháng 6 năm 2000  | StarCraft 64                     |
| 27 tháng 7 năm 2010  | StarCraft II: Wings of Liberty   |
| 12 tháng 3 năm 2013  | StarCraft II: Heart of the Swarm |
| 10 tháng 11 năm 2015 | StarCraft II: Legacy of the Void |

Dòng StarCraft bao gồm bộ nòng cốt các phần chứa cốt truyện chính. Các bản này được phát hành theo thứ tự thời gian, với mỗi phiên bản mới nối tiếp từ các sự kiện được mô tả trong phần trước đây. Phần thứ hai chính thức mang tựa đề StarCraft II: Wings of Liberty được phát hành vào ngày 27 tháng 7 năm 2010, diễn ra bốn năm sau khi kết thúc Brood War. Hai bản mở rộng là Heart of the Swarm và Legacy of the Void (cả hai hiện thời là những phiên bản độc lập) đã được lên kế hoạch từ đầu; bản đầu phát hành vào ngày 12 tháng 3 năm 2013.
Tất cả các bản trong dòng game chính đều thuộc thể loại chiến lược thời gian thực, đưa người chơi quan sát các sự kiện trong vai trò một chỉ huy quân sự của một trong ba chủng tộc. Ngoài ra, nhà sản xuất còn phát hành hai bản spin-off; là những bản mở rộng được sự cho phép với bản gốc trong đó tập trung vào các nhân vật khác và lấy bối cảnh dựa trên cùng thời điểm như cốt truyện chính. Giống như dòng game chính, hai bản này đều thuộc thể loại chiến lược thời gian thực. Một spin-off khác gọi là StarCraft: Ghost là trò chơi hành động lén lút góc nhìn thứ ba đang được phát triển nhưng đặt vào tình trạng gián đoạn không xác định.

### Bản chính
StarCraft phát hành cho Windows vào ngày 31 tháng 3 năm 1998, là phiên bản đầu tiên trong dòng StarCraft. Là trò chơi chiến lược thời gian thực khoa học viễn tưởng, StarCraft lấy bối cảnh tại một khu vực xa xôi của dãy Ngân Hà. Một phiên bản Mac OS của trò chơi đã được Blizzard Entertainment phát hành vào tháng 3 năm 1999. Một phiên bản chuyển thể Nintendo 64 bao gồm cả StarCraft, Brood War và một nhiệm vụ bí mật mới "Resurrection IV" đã được phát hành tại Mỹ vào ngày 13 tháng 6 năm 2000. Câu chuyện của game xoay quanh sự xuất hiện của hai chủng tộc người ngoài hành tinh trong vũ trụ Terran, và nỗ lực của mỗi chủng tộc để tồn tại và thích ứng hơn các phe khác. Người chơi đảm đương cả ba vai trò thông qua tiến trình của ba phần chơi chiến dịch: một thống đốc thuộc địa Confederate trở thành một viên chỉ huy cách mạng, một con cerebrates của Zerg đang đẩy mạnh học thuyết đồng hóa của giống loài mình và một hạm đội Protoss thi hành nhiệm vụ bảo vệ đồng chủng thoát khỏi loài Zerg. StarCraft sớm giành được lời khen ngợi, trao tặng nhiều giải thưởng, gồm việc dán nhãn "trò chơi chiến lược thời gian thực xuất sắc nhất từng làm ra" và được IGN xếp hạng bảy một trong những tựa game hay nhất mọi thời đại trong cả hai năm 2003 và 2005, và trò chơi xuất sắc nhất đứng thứ mười một vào năm 2007.
StarCraft: Brood War là bản mở rộng chính thức của StarCraft, được phát triển bởi Blizzard Entertainment và Saffire. Phát hành cho Windows và Mac OS tại Mỹ vào ngày 30 tháng 11 năm 1998, bản mở rộng này vẫn tiếp tục bám sát các sự kiện của StarCraft. Câu chuyện trong bản mở rộng này được tiếp tục chỉ vài ngày sau khi kết thúc bản gốc. Khởi đầu bằng cuộc đấu tranh của Protoss nhằm đảm bảo sự sống còn của giống loài mình và tiếp tục với sự can thiệp của United Earth Directorate vào công việc địa phương của Terran. Sinh kế của cả Protoss và chính phủ Trái đất im lặng trước đấy để rồi sau bị đe dọa bởi sức mạnh ngày càng tăng của Sarah Kerrigan và bầy Zerg của cô. Ngoài ra, bản mở rộng này còn có các tính năng và cải tiến mới. Tổng cộng có bảy đơn vị mới với chức năng và khả năng khác nhau, hành vi trí tuệ nhân tạo đã được sửa đổi, bổ sung thêm các tileset đồ họa mới cho phần địa hình và công cụ tạo màn của game đã nhận được những công cụ kịch bản cải tiến để tạo điều kiện thuận lợi cho các đoạn phim cắt cảnh bằng chính game engine. Bản mở rộng nhận được nhiều lời khen ngợi về việc sửa chữa vấn đề cân bằng khác nhau với bản gốc, phát triển sự chú ý ngang tầm của một bản game đầy đủ và để tiếp tục với phần chiến dịch chơi đơn mà trọng tâm là về cốt truyện.
StarCraft II: Wings of Liberty là phần tiếp theo chính thức của bản gốc StarCraft được Blizzard Entertainment phát hành cho Windows và Mac OS X vào ngày 27 tháng 7 năm 2010. Trò chơi đã được công bố tại Invitational Worldwide ở Hàn Quốc vào ngày 19 tháng 5 năm 2007 với phim trailer cắt cảnh tiền kết xuất đồ họa và những đoạn trình diễn lối chơi của phe Protoss. Những phần trình diễn về các tính năng mới của trò chơi đã được giới thiệu tại những Blizzcon tiếp theo và các hội nghị game khác. Trò chơi tích hợp một engine đồ họa 3D mới và bổ sung thêm tính năng mới chẳng hạn như engine vật lý Havok. StarCraft II cũng được tích hợp các hiệu ứng cấp độ DirectX 10. Lúc đầu được hình dung như là một bản game duy nhất, StarCraft II được chia thành ba phần trong quá trình phát triển, từng phần tập trung vào mỗi phe. Phần đầu tiên là Wings of Liberty kể về phe Terran trong khi hai bản mở rộng, Heart of the Swarm và Legacy of the Void đang được phát hành để bổ sung cho bản Wings of Liberty sau khi phát hành và tiếp nối những câu chuyện từ góc nhìn của Zerg và Protoss. Câu chuyện của Wings of Liberty tiếp tục từ bốn năm sau khi kết thúc Brood War, và xoay quanh cuộc đấu tranh của Jim Raynor chống lại đế chế Terran Dominion.
StarCraft II: Heart of the Swarm là một bản mở rộng StarCraft II: Wings of Liberty và được phát hành vào ngày 12 tháng 3 năm 2013. Nó là phần thứ hai của bộ ba StarCraft II. Bản mở rộng này gồm có các đơn vị quân mới và những thay đổi trong mục chơi nối mạng từ Wings of Liberty, cũng như một chiến dịch tiếp tục tập trung vào phe Zerg. Phần này kéo dài tới 27 màn chơi (20 màn chính và 7 màn phụ) và được nối tiếp bởi một phần ba của bộ ba Starcraft II gọi là StarCraft II: Legacy of the Void được phát hành vào ngày 10 tháng 11 năm 2015. StarCraft II: Legacy of the Void là một phiên bản độc lập có thêm những đơn vị quân mới cho cả ba chủng tộc cũng như thay đổi các đơn vị quân hiện hữu, và cũng khiến cho những thay đổi mang tính cách tân đến khía cạnh kinh tế của trò chơi. Câu chuyện của Starcraft được kết thúc bằng sự tiếp nối của phe Protoss trong hành trình giành lại quê hương của mình và đối với Kerrigan để rồi cuối cùng cả ba phe liên hợp tiêu diệt mối đe dọa lớn nhất đến toàn bộ vũ trụ. Trò chơi được chia thành 3 màn chơi phần mở đầu, một phần chơi chiến dịch theo cốt truyện gồm 19 màn kèm theo 3 màn phần kết thúc.

### Bản phụ
Sự thành công của StarCraft đã thúc đẩy sự sáng tạo của hai bản add-on được ủy quyền cho StarCraft, cũng như chuyển hướng sang vào thể loại khác hơn là chiến lược thời gian thực. Insurrection là bản add-on đầu tiên được phát hành cho StarCraft. Mặc dù được phát triển và phát hành bởi hãng Aztech New Media, do Blizzard Entertainment ủy quyền. Bản mở rộng này được phát hành cho PC vào ngày 31 tháng 7 năm 1998. Câu chuyện của bản mở rộng tập trung vào một thuộc địa Confederate trong suốt quá trình diễn ra chiến dịch đầu tiên của StarCraft. Như trong StarCraft, người chơi nắm quyền điều khiển mỗi chủng tộc trong ba chiến dịch riêng biệt. Trong chiến dịch đầu tiên, phe thực dân Terran cố gắng để bảo vệ mình khỏi các cuộc xâm lược của loài Zerg vào vùng này cũng như từ một cuộc nổi dậy bộc phát. Chiến dịch thứ hai giao cho người chơi chỉ huy một biệt đội Protoss tới tiễu trừ cuộc tàn phá tràn lan của bầy Zerg tại thuộc địa này bằng bất cứ giá nào. Trong chiến dịch cuối người chơi vào vai một con cerebrate của Zerg mà mục tiêu là đè bẹp mọi sự chống đối trên mặt đất. Bản mở rộng này gồm có 30 màn chơi chiến dịch mới và hơn 100 bản đồ chơi nối mạng mới, dù nó không bao gồm nội dung mới như các đơn vị và địa hình đồ họa tileset. Insurrection đã bị giới phê bình chỉ trích vì thiếu hẳn chất lượng của bản game gốc và không được phổ biến rộng rãi. Mặc dù add-on được sự ủy quyền của Blizzard Entertainment, họ chẳng đưa ra lời bình luận nào về sự hỗ trợ và tính ích lợi của game.
Retribution là bản thứ hai trong hai bản add-on được Blizzard Entertainment ủy quyền phát hành cho StarCraft. Add-on này được hãng Stardock phát triển và WizardWorks Software phát hành cho PC vào cuối năm 1998. Trò chơi lấy bối cảnh trong suốt chiến dịch thứ hai của StarCraft, xoay quanh việc đoạt được một viên tinh thể chứa nguồn sức mạnh to lớn kết nối với Xel'Naga. Chia thành ba chiến dịch, người chơi vào vai tư lệnh một hạm đội phi thuyền của phe Protoss, chỉ huy lực lượng đặc nhiệm Dominion và bầy cerebrates của Zerg, tất cả có nhiệm vụ phải giành lấy viên tinh thể từ một thuộc địa của Dominion và đưa nó ra khỏi hành tinh này càng nhanh càng tốt. Cũng như người tiền nhiệm, Retribution không có thêm bất kỳ tính năng mới nào trong lối chơi vượt khỏi phần chiến dịch chơi đơn và sự phong phú của các màn trong phần chơi nối mạng. Add-on này đã không được giới phê bình đón nhận, và thay vào đó chỉ được đánh giá ở tầm mức trung bình nhưng ít nhất vẫn đang trong quá trình thử thách. Retribution không được phổ biến rộng rãi, và Blizzard Entertainment chẳng đưa ra lời bình luận nào về sự hỗ trợ hoặc tính ích lợi của Retribution dù đã ủy quyền cho bản add-on này.
StarCraft: Ghost là một tựa game hành động lén lút mang tính chiến thuật dành cho các hệ máy console được phát triển dưới sự giám sát của Blizzard Entertainment. Công bố vào năm 2002, trò chơi liên tục bị trì hoãn do các vấn đề khác nhau, đáng chú ý nhất trong đó có sự thay đổi nhóm phát triển từ Nihilistic Software cho đến Swingin' Ape Studios vào tháng 7 năm 2004. Việc cập nhật tiến độ dành cho game ít thường xuyên hơn và đồ họa cùng cơ chế của trò chơi đã trở nên lỗi thời, sự nghi ngờ bắt đầu lớn dần rằng Blizzard sẽ hủy bỏ tựa game này. Vào ngày 24 tháng 3 năm 2006, Blizzard đã hoãn vô thời hạn quá trình phát triển game. Câu chuyện trong game xoay quanh Nova, một sát thủ tâm linh làm việc dưới trướng Terran Dominion. Mặc dù thường xuyên được sử dụng như một ví dụ về sự bế tắc phát triển, Rob Pardo của Blizzard Entertainment đã chỉ ra rằng ông muốn tựa game này sẽ được hoàn thành trong tương lai, và Blizzard Entertainment từ chối đưa trò này vào danh sách game vì đã huỷ bỏ.
Ngày 23 tháng 9 năm 2014 trong một cuộc phỏng vấn với Polygon về việc hủy bỏ dòng đời tiếp theo MMO Titan của Blizzard, Mike Morhaime đã xác nhận rằng StarCraft: Ghost cũng bị hủy bỏ. "Thật là khó khăn khi chúng tôi hủy bỏ Warcraft Adventures. Thật khó xử khi chúng tôi hủy bỏ StarCraft: Ghost," ông nói. "Nhưng nó luôn dẫn đến tác phẩm chất lượng tốt hơn."

## Phát triển

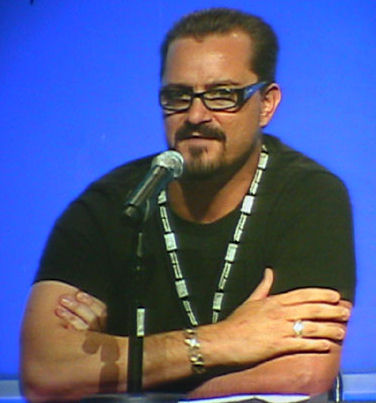
Chris Metzen, cùng với James Phinney, lãnh đạo việc thiết kế của StarCraft và tạo ra vũ trụ hư cấu của dòng game này.

Blizzard Entertainment đã bắt đầu lên kế hoạch phát triển StarCraft vào năm 1995, ngay sau khi bắt đầu quá trình phát triển dành cho Diablo. Việc phát triển dưới sự chỉ đạo của Chris Metzen và James Phinney, người cũng tạo ra vũ trụ hư cấu của trò chơi. Nhờ sử dụng game engine của Warcraft II: Tides of Darkness làm nền tảng, StarCraft đã có buổi ra mắt lần đầu tại E3 1996. Thành công của trò chơi đã dẫn đến sự phát triển hai bản add-on do hãng ủy quyền mà về sau đều được phát hành vào năm 1998. Tuy vậy, không phải cái nào trong hai bản add-on đều nhận được sự đón nhận trọn vẹn từ giới phê bình. StarCraft cũng đánh dấu sự ra mắt của bộ phận làm phim của Blizzard Entertainment. Trước đó, những đoạn phim cắt cảnh đậm chất điện ảnh chỉ đơn giản được coi như là sự lấp đầy khoảng trống này thường trệch hướng ra khỏi game, nhưng với StarCraft và sau là Brood War đều giới thiệu những đoạn phim chất lượng cao tích hợp vào cốt truyện của dòng game, Blizzard Entertainment được nhắc đến là đã thay đổi nhận thức này và trở thành một trong những công ty game đầu tiên nâng cao tiêu chuẩn liên quan đến các đoạn phim cắt cảnh như vậy.
Thành công của StarCraft cũng truyền cảm hứng sang hãng phát triển bên thứ ba Microstar Software để phát hành một add-on chưa được ủy quyền mang tên Stellar Forces vào tháng 5 năm 1998. Blizzard Entertainment do đó đã đệ đơn kiện chống lại việc Microstar chào bán add-on, cho rằng sản phẩm này là trái phép và được tạo ra bằng cách sử dụng phần mềm chỉnh sửa màn chơi của StarCraft, đây là một hành vi vi phạm thỏa thuận cấp phép người dùng cuối.
| “                        | Chúng tôi tin rằng chúng tôi phải quyết liệt chống lại việc buôn bán và phân phối trái phép các bản add-on kết hợp với quyền sở hữu của chúng tôi. Theo ý kiến của chúng tôi, Stellar Forces chẳng đáp ứng được tiêu chuẩn nào của Blizzard cũng như lòng mong đợi của khách hàng. Với tư cách là những game thủ, chúng tôi cảm thấy bắt buộc phải ngăn chặn việc bày bán các sản phẩm add-on trái phép mà không góp thêm giá trị nào cho sự trải nghiệm StarCraft. | ” |
| — Blizzard Entertainment | |   |

Tháng 11 năm 1998, Blizzard Entertainment đã thắng kiện tại tòa trong vụ chống lại Microstar Software. Trong việc giải quyết, Microstar đồng ý trả một khoản tiền bồi thường thiệt hại được giấu kín và tiêu hủy tất cả các bản sao còn lại của Stellar Forces thuộc quyền sở hữu của hãng, cũng như chính thức đưa ra lời xin lỗi Blizzard Entertainment. Sau khi phát hành hai bản add-on đầu tiên, Blizzard Entertainment đã công bố bản mở rộng chính thức dành cho StarCraft gọi là Brood War. Hầu hết nhóm phát triển tại Blizzard Entertainment chịu trách nhiệm cho StarCraft đều trở lại bắt tay vào làm Brood War. Quá trình phát triển Brood War bắt đầu ngay sau khi phát hành StarCraft, và Blizzard Entertainment đã nhận được sự hỗ trợ từ các thành viên của Saffire, hãng đã ký hợp đồng đảm đương một loạt các nhiệm vụ bao gồm lập trình và thiết kế màn chơi, hình ảnh và các hiệu ứng âm thanh.
Năm 2001, StarCraft: Ghost bắt đầu quá trình phát triển dưới trướng Nihilistic Software, với mục đích phát hành trò chơi cho các hệ máy Xbox, PlayStation 2 và Nintendo GameCube trong thời gian cuối năm 2003. Không giống như các phiên bản StarCraft thuộc thể loại chiến lược thời gian thực trước đây, Ghost là một game hành động góc nhìn thứ ba đậm chất chiến thuật. Dù cho cánh báo chí có đưa ra cái nhìn tích cực về việc điều khiển Ghost trong một tựa game console, trò chơi vẫn tiếp tục bị trì hoãn và trong suốt quý III năm 2004, Nihilistic Software đã ngưng công việc của họ với dự án này. Blizzard nói rằng Nihilistic Software đã hoàn thành nhiệm vụ được giao theo đúng bản hợp đồng được ký kết và rằng trò chơi sẽ được chuyển giao trong một thời gian nữa. Tựa game này chẳng bao giờ được phát hành trên thị trường.
StarCraft II đã được công bố vào ngày 19 tháng 5 năm 2007, gần một thập kỷ từ sau bản gốc, tại Blizzard Worldwide Invitational ở Seoul, Hàn Quốc. StarCraft II đã được phát triển, dưới mật danh Medusa, đồng thời cùng phát hành trên Windows XP, Windows Vista và Mac OS X. Blizzard công bố ngày phát hành là ngày 27 tháng 7 năm 2010. Quá trình phát triển trò chơi bắt đầu vào năm 2003, ngay sau khi Warcraft III: The Frozen Throne được phát hành.

## Chuyển thể

### Tiểu thuyết
Dòng game StarCraft được ủng hộ qua tám cuốn tiểu thuyết chuyển thể, với ít nhất hai trong các tác phẩm, tất cả đều được xuất bản bởi Simon & Schuster. Tại BlizzCon 2007, Chris Metzen nói rằng ông hy vọng sẽ viết thành tiểu thuyết toàn bộ StarCraft và Brood War vào một câu chuyện chữ dứt khoát. Cuốn tiểu thuyết đầu tiên, StarCraft: Uprising được viết bởi Micky Neilson, một nhân viên của Blizzard Entertainment, và ban đầu được phát hành duy nhất dưới dạng e-book vào tháng 12 năm 2000. Cuốn tiểu thuyết kể về nguồn gốc của nhân vật Sarah Kerrigan. Cuốn tiểu thuyết thứ hai mang tên StarCraft: Liberty's Crusade, đóng vai trò như là bản chuyển thể về chiến dịch đầu tiên của StarCraft, kể về một nhà báo theo chân một số nhân vật chủ chốt của phe Terran trong dòng game. Tác phẩm do Jeff Grubb viết và xuất bản vào tháng 3 năm 2001, nó là cuốn tiểu thuyết đầu tiên của StarCraft được phát hành bằng bìa mềm. StarCraft: Shadow of the Xel'Naga được xuất bản vào tháng 7 năm 2001, là cuốn tiểu thuyết thứ ba do Kevin Anderson viết dưới bút danh Gabriel Mesta. Tác phẩm đóng vai trò như là cầu nối giữa StarCraft và Brood War. Tác giả thể loại truyện kỳ ảo Tracy Hickman cũng bắt tay vào viết cuốn tiểu thuyết thứ tư nhan đề StarCraft: Speed of Darkness, được xuất bản vào tháng 6 năm 2002. Speed of Darkness được viết từ góc nhìn của một người lính marine thuộc Confederate trong giai đoạn đầu của StarCraft. Bốn cuốn tiểu thuyết đầu tiên, bao gồm cả e-book Uprising về sau đều được tái phát hành như một tuyển tập duy nhất mang tên The StarCraft Archive vào tháng 11 năm 2007.
Một cuốn tiểu thuyết thứ năm mang tên StarCraft: Queen of Blades đã được xuất bản vào tháng 6 năm 2006. Tác phẩm do Aaron S. Rosenberg viết và là tiểu thuyết hóa của phần chiến dịch thứ hai trong StarCraft từ góc nhìn của Jim Raynor. Nó được nối tiếp vào tháng 11 năm 2006 bởi StarCraft Ghost: Nova, một cuốn sách tập trung vào nguồn gốc ban đầu của nhân vật Nova từ tựa game StarCraft: Ghost đã bị hoãn lại. Tác phẩm được viết bởi Keith R.A. DeCandido, cuốn tiểu thuyết dự định kèm theo sự phát hành của StarCraft: Ghost, nhưng vẫn tiếp tục cho ra mắt bất chấp việc hoãn game lại. Năm 2007 Christie Golden, một tác giả có tác phẩm trước đó bao gồm các bộ tiểu thuyết trong dòng Warcraft của Blizzard, đã bắt tay vào viết nên tác phẩm bộ ba nhan đề StarCraft: The Dark Templar Saga. Tác phẩm bộ ba này đóng vai trò như một cầu nối giữa StarCraft và phần tiếp theo StarCraft II. Phần đầu tiên Firstborn được xuất bản vào tháng 5 năm 2007 và Shadow Hunters, cuốn tiểu thuyết thứ hai được xuất bản vào tháng 11 năm 2007. Phần cuối cùng của bộ ba này gọi là Twilight được xuất bản vào tháng 6 năm 2009. I, Mengsk đã được xuất bản vào năm 2009, một cuốn tiểu thuyết do Graham McNeill viết tập trung vào nguồn gốc của các nhân vật trong gia đình Mengsk. Cuối tháng 1 năm 2010, Keith R.A. DeCandido và David Gerrold tác giả của "StarCraft: Ghost Academy" nói thêm về khóa huấn luyện đặc vụ của Nova và vào tháng 9 năm 2011, Simon & Schuster đã cho xuất bản "StarCraft Ghost: Spectres" như là một phần tiếp theo của cuốn tiểu thuyết "StarCraft Ghost: Nova".
Ngoài các tác phẩm này ra, Blizzard Entertainment ủy quyền hai truyện ngắn trong tạp chí Amazing Stories, mang tựa đề StarCraft: Revelations và StarCraft: Hybrid. Revelations được viết bởi các tác giả tạo ra dòng game này là Chris Metzen và Sam Moore, một nhân viên của Blizzard, và đã được đưa lên trang bìa ấn phẩm mùa xuân năm 1999 với tranh minh họa do giám đốc nghệ thuật của Blizzard Samwise Didier thực hiện. Hybrid thì do Micky Neilson viết và một lần nữa lại kèm theo tranh minh họa của Didier; truyện ngắn này được xuất bản trong ấn phẩm mùa xuân năm 2000. Tại New York Comic-Con năm 2008, TokyoPop đã thông báo rằng họ sẽ sản xuất một số tiểu thuyết đồ họa StarCraft. Hai bộ đã được công bố: StarCraft: Frontline gồm một bộ các tuyển tập truyện ngắn, và Ghost Academy, được viết bởi Keith R.A. DeCandido kể về một vài nhân vật, chẳng hạn như Nova, trong quá trình huấn luyện làm những sát thủ tâm linh gọi là "ghost". Một bộ tiểu thuyết đồ họa thêm nữa dành cho bản phát hành năm 2009, do WildStorm và DC Comics sản xuất, đã được tiết lộ vào tháng 10 năm 2008.

### Sản phẩm ăn theo
Một số figure hành động và những bức tượng sưu tập dựa theo các nhân vật và đơn vị quân trong StarCraft do hãng ToyCom sản xuất. Một số mẫu mô hình do hãng Academy Hobby Model Kits làm cũng đã được sản xuất, trưng bày phiên bản kích cỡ 1/30 của lính marine và hydralisk. Ngoài ra, Blizzard Entertainment đã hợp tác với hãng Fantasy Flight Games để tạo ra một board game dựa trên vũ trụ StarCraft. Blizzard Entertainment còn cấp phép cho hãng Wizards of the Coast sản xuất một tựa game phỏng theo Alternity mang tên StarCraft Adventures.

## Đón nhận và tác động văn hóa
| Trò chơi                         | GameRankings             | Metacritic       |
| -------------------------------- | ------------------------ | ---------------- |
| StarCraft                        | (PC) 92.85% (N64) 77.12% | (PC) 88 (N64) 80 |
| Insurrection                     | 48%                      | —                |
| Retribution                      | —                        | —                |
| StarCraft: Brood War             | 95%                      | —                |
| StarCraft II: Wings of Liberty   | 92.44%                   | 93               |
| StarCraft II: Heart of the Swarm | 86.39%                   | 86               |
| StarCraft II: Legacy of the Void | 87.67%                   | 87               |

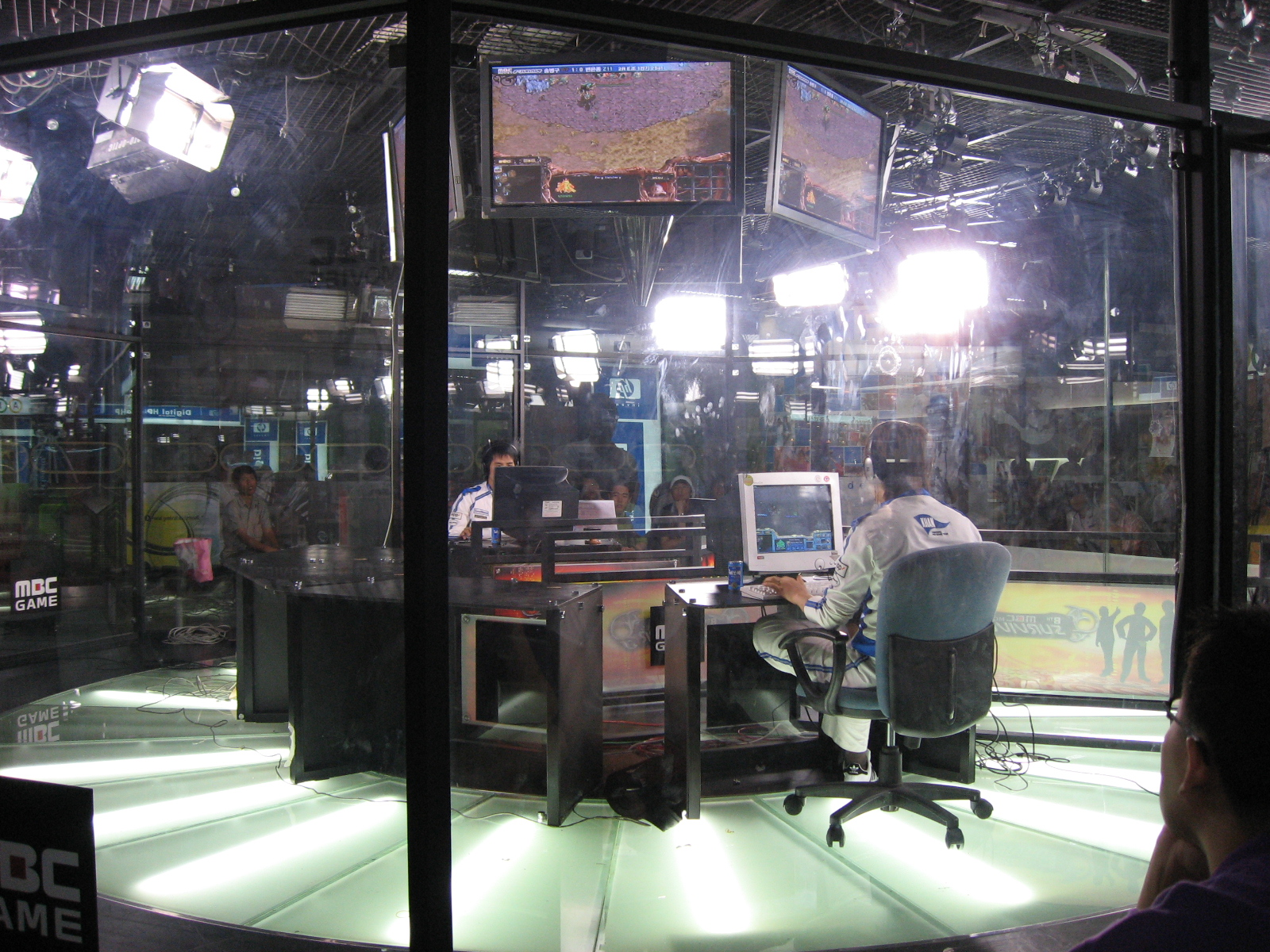
Một trận đấu StarCraft tại Hàn Quốc được MBCGame phát sóng.

Dòng game StarCraft đã từng là một thành công về mặt thương mại. Sau khi phát hành, StarCraft trở thành game PC bán chạy nhất trong năm đó, bán được hơn 1.5 triệu bản trên toàn thế giới. Trong thập kỷ tới, StarCraft đã bán được hơn 9.5 triệu bản trên toàn thế giới, với 4.5 triệu bản trong số này được bán tại Hàn Quốc. Kể từ lần phát hành ban đầu của StarCraft, Blizzard Entertainment thông báo rằng dịch vụ trực tuyến nối mạng nhiều người chơi Battle.net của nó đã tăng lên đến 800 phần trăm. StarCraft vẫn là một trong những trò chơi trực tuyến phổ biến nhất trên thế giới. Sau khi phát hành, StarCraft nhanh chóng trở nên phổ biến tại Hàn Quốc, đã lập nên một cảnh tượng chơi game chuyên nghiệp thành công. Các game thủ chuyên nghiệp ở Hàn Quốc là phương tiện thích hợp dành cho những người nổi tiếng và các trận đấu StarCraft được phát sóng trên ba kênh truyền hình dành riêng cho việc chơi game. StarCraft đã giành được nhiều giải thưởng Game of the Year (trò chơi của năm), thường được mô tả như là một trong những trò chơi chiến thuật thời gian thực xuất sắc nhất được làm ra, và được ghi nhận rộng rãi với việc truyền bá cách sử dụng mỗi phe riêng biệt và độc đáo—như chống lại các phe khác về khả năng và sức mạnh cân bằng—trong các game chiến lược thời gian thực.
Mặc dù Insurrection và Retribution không được sự đón nhận đầy đủ từ giới phê bình, StarCraft: Brood War thường nhận được những lời đánh giá rất tích cực, với số điểm tổng hợp mà GameRankings chấm cho lên đến 95.00%. Tạp chí PC Zone cho Brood War một bài bình luận ngắn nhưng có vẻ hơi tâng bốc, mô tả nó là "chắc chắn đáng để chờ đợi" và cũng đã thu hút sự chú ý đến những đoạn phim cắt cảnh, nói rằng chúng "thực sự cảm thấy như là một phần của câu chuyện chứ không phải là một sự suy ngẫm." IGN cho rằng những cải tiến của Brood War‍ "đủ để làm phong phú thêm lối chơi cốt lõi mà không làm mất đi hương vị" trong khi GameSpot lưu ý rằng bản mở rộng đã được phát triển với cùng một mức độ chăm sóc như bản game đầy đủ.
Việc phát hành StarCraft II: Wings of Liberty được thực hiện rất tốt về mặt thương mại và phê bình, đã bán 1.8 triệu bản trong vòng bốn mươi tám tiếng đồng hồ lần phát hành đầu tiên, phá vỡ kỷ lục tựa game chiến lược bán chạy nhất trong lịch sử của ngành công nghiệp game. Trò chơi đã nhận được những lời đánh giá rất tích cực với một số điểm tổng hợp mà Game Rankings chấm cho là 93%, và được đề cử là "Best PC Game of 2010" (game vi tính xuất sắc nhất năm 2010) trên GameSpot. Sự thành công này được tiếp tục với việc phát hành bản mở rộng đầu tiên mang tên StarCraft II: Heart of the Swarm được GameRankings cho số điểm tổng hợp là 86%. Bản mở rộng này đã bán được 1.1 triệu bản trong hai ngày đầu tiên phát hành vào ngày 12 tháng 3 năm 2013, và là game PC bán chạy nhất trong quý đó. StarCraft II: Legacy of the Void, bản mở rộng thứ ba cũng nhận được số điểm tổng hợp của Game Rankings là 88% trong khi tiêu thụ được hơn 1 triệu bản trên toàn thế giới ngay trong ngày phát hành đầu tiên.
Kể từ khi phát hành StarCraft II một số giải đấu đã được tổ chức tại Hàn Quốc và các nơi khác, chẳng hạn như GOMTV Global StarCraft II League (GSL).